# Агатокле од Египта
Агатокло од Египта (до 202. п. н. е.) био је један од двојице најмоћнијих министара египатскога краља Птолемеја IV Филопатора. Он и његова сестра Агатоклеја имали су готово неограничен утицај на краља. Након смрти Птолемеја IV Филопатора уз подршку Сосибија убио је краљеву жену и сестру Арсиноју III, па је са Сосибијем 204. п. н. е. постао регент петогодишњега Птолемеја V Епифана. Током 202. п. н. е. избила је побуна народа незадовољнога убиством Арсиноје. Разјарена маса растргала је Агатоклеову сестру, мајку и рођаке, а Агатокла су убили пријатељи поштедевши га окрутне смрти.

## Неограничен утицај на краља
Његов отац је био Агатокле, а мајка Енанта. У младости је био један од дворјана на Птолемејевом двору. Агатокла и његову сестру Агатоклеју упознала је са Птолемејем IV Филопатором њихова амбициозна мајка Енанта. Агатоклеја је постала краљева љубавница. Иако се Птолемеј IV Филопатор оженио 220. п. н. е. својом сестром Арсинојом III ипак је Агатоклеја и даље остала краљева омиљена љубавница. Брат и сестра остварили су огроман и неограничен утицај на краља.

## Четврти сиријски рат
Сосибије је био главни Птолемејев министар, који је према Полибију био мајстор за сплетке и који је ликвидирао многе чланове краљевске породице. Сосибије је поред Агатокла и његове сестре Агатоклеје имао најјачи утицај на Птолемеја IV Филопатора, који је занемаривао своје државничке дужности и одавао се разврату и пијанству. Египат је под њиховом управом неспреман дочекао Четврти сиријски рат, па је Антиох Велики 219. п. н. е. лако заузео велике делове Коиле Сирије. Сосибије и Агатокле су онда започели преговоре са Антиохом, са циљем да добију на времену да би обучили нову египатску војску и да би регрутовали најамнике у Грчкој. Захвљујући више лукавости Сосибија успели су да реорганизују и створе војску уз помоћ које је Египат победио 217. п. н. е. у бици код Рафије.

## Старатељи петогодишњега краља
Када је умро краљ Птолемеј IV Филопатор Сосибије и Агатокло су настојали да сакрију ту вест од јавности. Бојећи се да ће регентство да преузме удовица и сестра преминулога краља Арсиноја III њих двојица су организовали њено убиство. Доста дуго су сакривали ту информацију, све док нису добро припремили терен. Сосибије и Агатокло од Египта су се прогласили регентима петогодишњега краља Птолемеја V Епифана. Позвали су се на лажни тестамент Птолемеја IV Филопатора. У то време Сосибије је већ имао мању моћ од Агатоклеа, а након некога времена изгледа да га је Агатокло ликвидирао. Бригу о краљу детету преузели су Агатоклеова мајка Енанта и сестра Агатоклеја. У народу је владала незадовољство због убиства Арсиноје, али Агатокло је предузео одређене мере да заштити свој положај. Решио се најугледнијих људи, а незадовољство војске је стишао исплатом плата. Скопу је послао у Етолију да скупља нове најамнике и да уз помоћ њих попуни гарду. Бојао се да би стара војска могла да буде против њега.

## Побуна
Чим се осетио довољно сигурним да је учврстио своју власт Агатокло се вратио старим обичајима. Довео је нове људе на двор и одао се као и раније пијанкама и разврату занемарујући државничке послове. Због свих тих поступака и због убиства Арсиноје избила је 202. п. н. е. побуна, којој је на чело стао Тлеполем, командант Пелузијске области. Током ноћи Тлеполем је са македонском војском опколио краљевску палату. Пред палату поред македонске дошла је и побуњена египатска војска и грађани. Маса се окупила око краљевске палате. Македонска војска је прва заузела део палате и онда су тражили да им се преда малолетни краљ Птолемеј V Епифан.

## Растргани од гомиле
Агатокле је молио гарду да посредује између њега и македонске војске, која је заузела палату. Пристао је да се одрекне положаја краљевога старатеља и само је молио да му се поштеди живот. Посредник је био Аристомен, али македонски војници нису ништа обећавали, него су само тражили да им се преда краљ. Агатокло и Агатоклеја су након тога плакали и молили да им се поштеди живот и предали су краља. Након тога могли су да оду кући. Међутим Сосибије Млађи је наговорио дете краља да каже да убице његове мајке Арсиноје треба да буду кажњене. Након тога похватани су Агатокло, Агатоклеја, њихова мајка Енанта и главни сарадници. Агатокла су убиле његове присталице, да не би био изложен окрутној смрти. Агатоклеја, њене сестре и мајка Енанта биле су изложене бесу гомиле, која их је растргала.